# Nikolos-Muschelischwili-Technische-Universität Kutaissi
Die Staatliche Nikolos-Muschelischwili-Technische-Universität Kutaissi (georgisch ქუთაისის ნიკოლოზ მუსხელიშვილის სახელობის სახელმწიფო ტექნიკური უნივერსიტეტი, russisch Н. Мусхелишвили Кутаисский государственный технический университет; englisch N. Muskhelishvili Kutaisi State Technical University (KSTU)) ist eine 1973 gegründete Universität in Kutaissi, der zweitgrößten Stadt Georgiens und Hauptstadt der Region Imeretien.
Die Hochschule wurde am 24. September 1974 als Fakultät Kutaissi der Georgischen Technische Universität gegründet. Am 21. September 1992 erhielt die Hochschule die staatliche Anerkennung als Universität. Am 23. Februar 2006 wurde die Universität mit der Akaki-Zereteli-Universität Kutaissi zusammengelegt und als Akaki-Zereteli-Universität Kutaissi weitergeführt.